# Cherry Vann

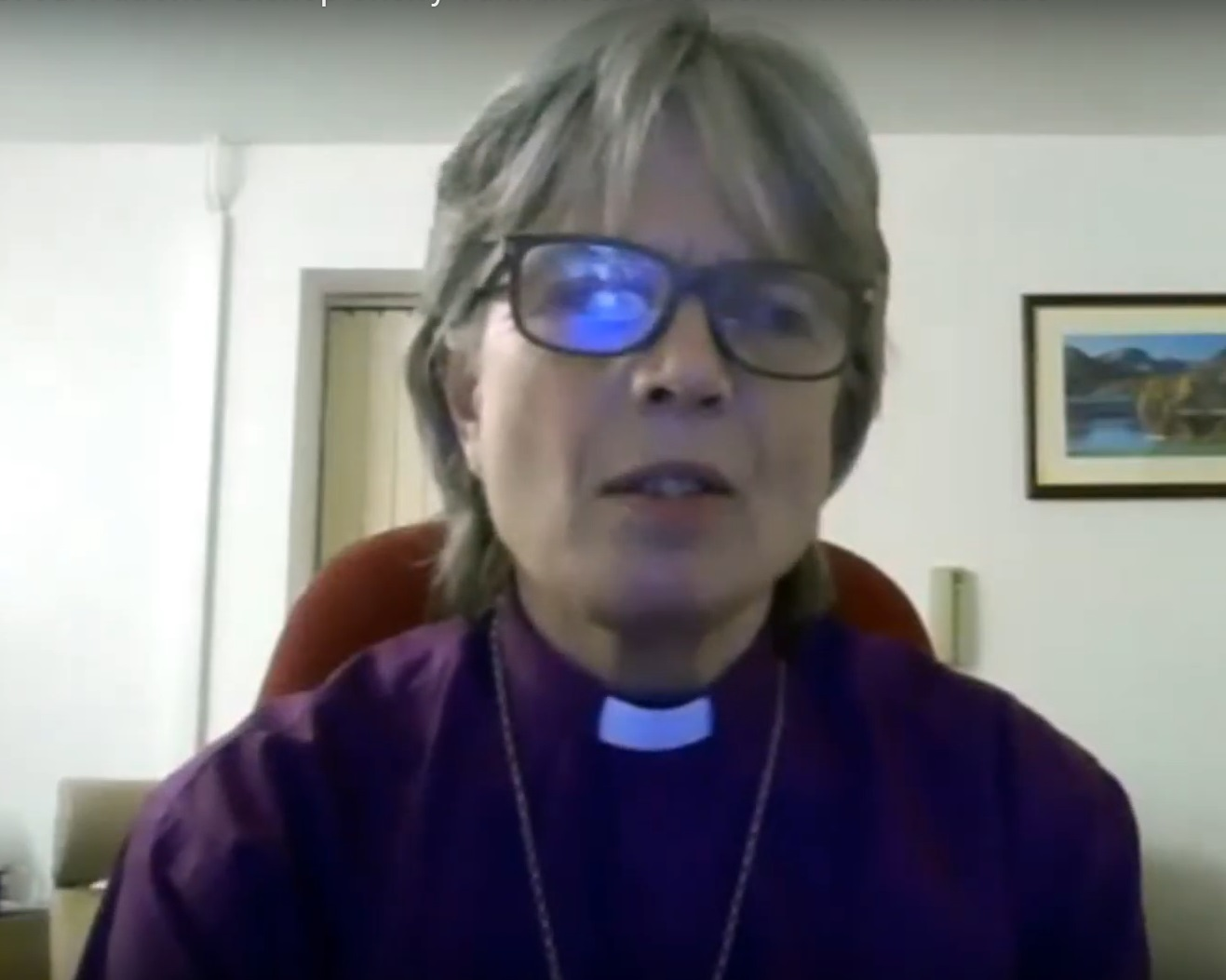
Cherry Vann, 2021

Cherry Elizabeth Vann (* 29. Oktober 1958 in Whetstone, Blaby District, Leicestershire, Vereinigtes Königreich) ist eine britische anglikanische Geistliche. Seit 2020 amtiert sie als Bischöfin der Diözese Monmouth in der Church in Wales.

## Leben
Vann studierte zuerst am Royal College of Music und erwarb 1980 das Diplom einer Graduate of the Royal Schools of Music. 1986 begann sie ihr Studium der anglikanischen Theologie am Westcott House in Cambridge. 1989 wurde sie zur Diakonin und 1994, als eine der ersten Frauen in der Church of England, zur Priesterin geweiht. Nach verschiedenen Gemeindeämtern in der Diözese Manchester, wo sie 2007 auch zum honorary Canon ernannt wurde, arbeitete sie von 2008 bis 2020 als Archdeacon of Rochdale in der Leitungsebene der Diözese Manchester. 
Im September 2019 wurde Vann als Nachfolgerin von Richard Pain zur Bischöfin der Diözese Monmouth ernannt. Sie empfing am 25. Januar 2020 durch Erzbischof John Davies die Bischofsweihe und wurde am 1. Februar in der Kathedrale von Newport in ihr Amt eingeführt. Im selben Jahr machte sie erstmals ihre lesbische Beziehung bekannt.
Vann lebt in einer civil partnership. Als Patronin des Open Table Network setzt sie sich für eine Gleichstellung von LGBT-Personen ein.
2025 wurde sie zur Erzbischöfin von Wales gewählt.